# 陳肇英

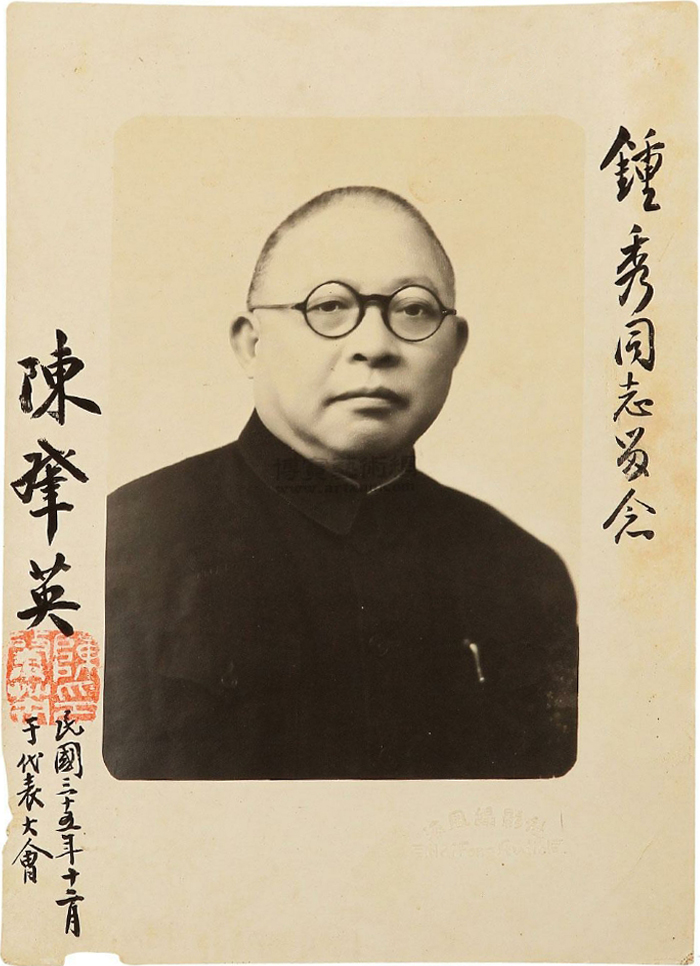
1946年陈肇英题赠照片

陈肇英（1888年1月—1977年）字雄夫，在兄弟中排行第三，故名恒三。浙江省浦江县治平乡古塘村人。中华民国政治人物，CC派系。

## 生平
陈肇英12岁入家乡的私塾。1904年，考入杭州四府公学，接受新式教育。1905年，考入蒋伯器担任校长的弁目学堂，学习军事。1906年加入光复会，同年转入炮兵将校专科学校。1907年，自炮兵学校毕业后，派充浙江混成旅第一标第一营前队司务长。1909年初，调升第二标第一营后队排长。
1911年辛亥革命爆发后，陈肇英率部光复宁波，和其他革命军会攻南京之时，陈肇英转任浙江支队司令部参谋。革命军攻克南京后，渡过长江北伐，陈肇英调任临淮兵站部长兼皖军联络。1912年3月底，部队回师南京，司令部整编，成立了军官团，陈肇英任团长。同年5月，任浙军第一军军部副官长。后来，该军缩编为浙军第一师，陈肇英任第一团第二营营长。1917年，陈肇英任第一团团长。护法战争爆发，陈肇英奉命随浙军第一师长童保暄赴援福建，与福建督军李厚基合攻广东，后来兼充宁、台戒严司令。1918年8月，陈肇英向广州护法军政府投诚，充任援闽浙军第一师中将师长兼前敌总指挥，回攻福建。1922年，孙中山临时任命陈肇英为讨逆军一路司令，指挥陆战队负责黄埔地区的警戒。1924年，陈肇英任虎门要塞司令。后来，陈肇英协办黄埔军校。历任中国国民党中央执行委员会委员兼中央特派员、立法院立法委员、闽浙监察使（三度连任）、皖赣监察使、中央纪律委员会委员等职。
1937年，陈肇英在家乡集资创办“私立普义初级中学”。校务委员会组成，陈肇英兼任董事会董事长，聘孝丰王恭寿为校长，教员由王恭寿校长延聘。1939年2月正式开学。1940年起，陈肇英从福建为该校订购全套教学仪器，还陆续购买了许多图书资料。1941年下半年，值辛亥革命三十周年，为纪念孙中山，该校经呈准，自1941年10月10日起更名“浦江私立中山中学”，李宗仁题写校名。1947年，为纪念董事长陈肇英、校长王恭寿的功绩，该校在大礼堂前树立了陈肇英、王恭寿肖像碑。
1949年5月，中国人民解放军占领浦江。陈肇英离开浦江，经广州赴台湾。在台湾28年，陈肇英不治产业，一直住在租赁的房屋内。临终前嘱咐亲友将其遗产由台北浦江同乡会管理，用于资助家乡的中山中学。
1977年，陈肇英逝世。

## 著作
- 《八十自序》[1]